# Амфитеатров, Массимо
Ма́ссимо Амфитеа́тров (итал. Massimo Amfiteatrof, Макси́м Алекса́ндрович Амфитеа́тров; 27 февраля 1907 года, Париж — 9 декабря 1990 года, Леванто) — итальянский виолончелист русского происхождения. Сын Александра Амфитеатрова, брат Даниила Амфитеатрова.
Учился в Миланской консерватории у Джильберто Крепакса. В 1924 году по приглашению Артуро Тосканини поступил в оркестр театра Ла Скала, где выступал в том числе как первая виолончель. С 1931 года играл в Симфоническом оркестре Итальянского радио в Турине, в том числе и солируя с оркестром (в частности, в концертах Луиджи Боккерини, Йозефа Гайдна, Роберта Шумана, Антонина Дворжака, Богуслава Мартину). Выступал в составе различных камерных ансамблей, из которых наибольший след оставило работавшее на протяжении 1940—1950-х годов фортепианное трио Орнеллы Сантоликвидо, которое много выступало и записывалось вместе с оркестром «Виртуозы Рима», а с 1956 года функционировало (с участием альтиста Бруно Джуранны) и как Римский квартет.
В городе Леванто, где Амфитеатров провёл последние годы жизни, проводится музыкальный фестиваль его имени.